# Nastri d'argento 1968
La 23ª edizione dei Nastri d'argento si è svolta il 23 marzo 1968 a Perugia.

## Vincitori e candidati
I vincitori sono indicati in grassetto, a seguire gli altri candidati.

### Regista del miglior film
- Elio Petri - A ciascuno il suo
- Paolo e Vittorio Taviani - I sovversivi
- Pier Paolo Pasolini - Edipo re

### Miglior produttore
- Alfredo Bini - Edipo re
- Ager Film - I sovversivi

### Miglior soggetto originale
- Marco Bellocchio - La Cina è vicina
- Ruggero Maccari, Nanni Loy e Giorgio Arlorio - Il padre di famiglia
- Paolo e Vittorio Taviani - I sovversivi

### Migliore sceneggiatura
- Ugo Pirro ed Elio Petri - A ciascuno il suo
- Marco Bellocchio e Elda Tattoli - La Cina è vicina
- Piero De Bernardi, Leo Benvenuti, Lucia Drudi Demby e Giuseppe Mangione - Incompreso

### Migliore attrice protagonista
- non assegnato
- Sophia Loren - C'era una volta
- Monica Vitti - Ti ho sposato per allegria

### Migliore attore protagonista
- Gian Maria Volonté - A ciascuno il suo
- Alberto Sordi - Un italiano in America
- Ugo Tognazzi - L'immorale

### Migliore attrice non protagonista
- Maria Grazia Buccella - Ti ho sposato per allegria
- Daniela Surina - La Cina è vicina

### Migliore attore non protagonista
- Gabriele Ferzetti - A ciascuno il suo
- Paolo Graziosi - La Cina è vicina
- Ugo Tognazzi - Il padre di famiglia

### Migliore musica
- Mario Nascimbene - Pronto... c'è una certa Giuliana per te

### Migliore fotografia in bianco e nero
- Tonino Delli Colli - La Cina è vicina

### Migliore fotografia a colori
- Armando Nannuzzi - Incompreso

### Migliore scenografia
- Luciano Puccini

### Migliori costumi
- Danilo Donati - La bisbetica domata

### Regista del miglior film straniero
- Michelangelo Antonioni - Blow-Up
- Alain Resnais - La guerra è finita (La guerre est finie)
- Ingmar Bergman - Persona